# Dreifaltigkeitskapelle (Hagenheim)

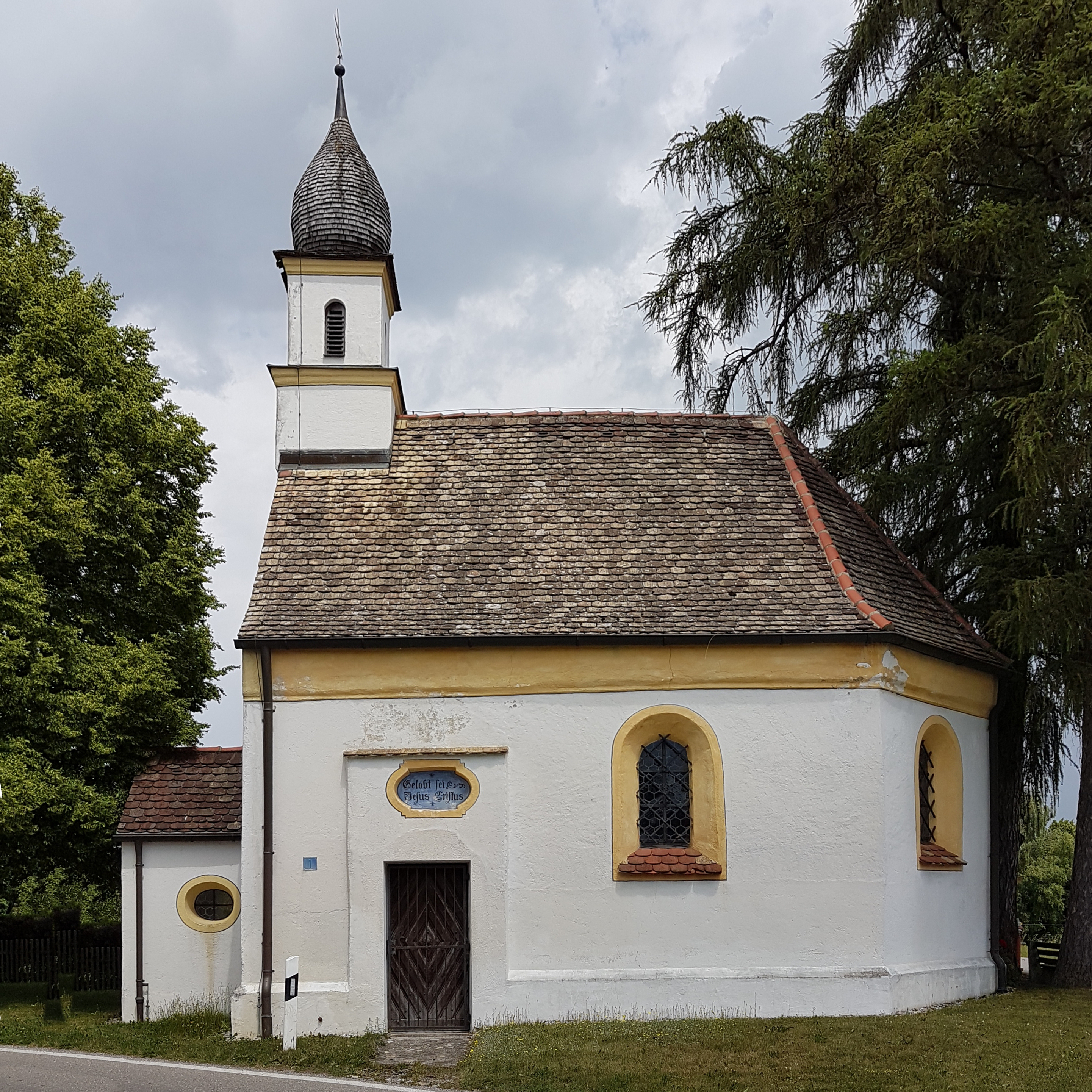
Dreifaltigkeitskapelle in Hagenheim

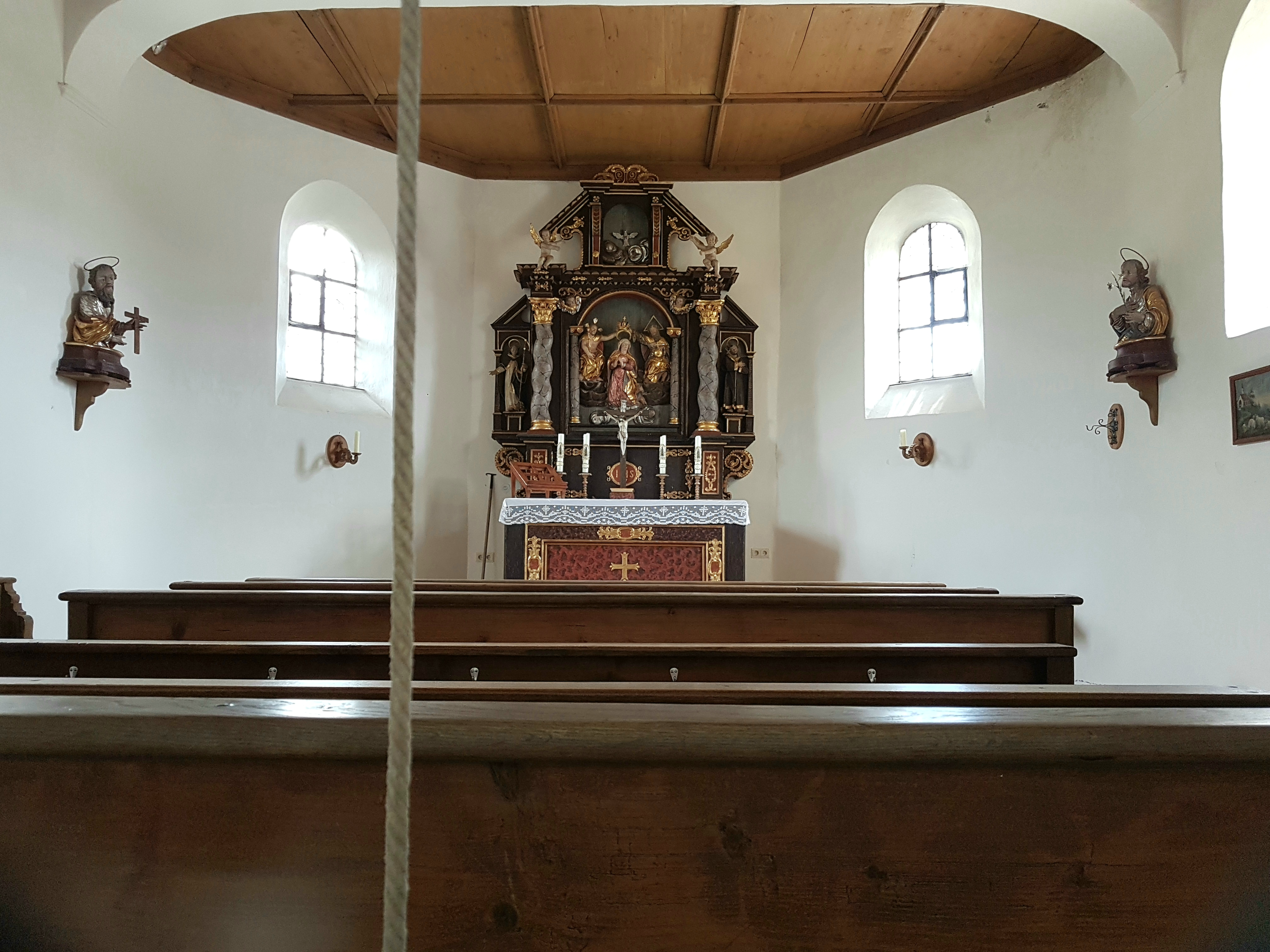
Innenraum

Die römisch-katholische Dreifaltigkeitskapelle steht in Hagenheim, einem Gemeindeteil von Hofstetten im Landkreis Landsberg am Lech. Das Bauwerk ist in der Liste der Baudenkmäler in Hofstetten (Oberbayern) als Baudenkmal unter der Nr. D-1-81-124-14 eingetragen.

## Beschreibung
Die 1620 erbaute Kapelle besteht aus dem Langhaus und dem dreiseitig geschlossenen Chor im Osten. Vor der Fassade im Westen befindet sich ein kleiner Vorbau, ein sogenanntes Vorzeichen. Aus dem Satteldach des Langhauses erhebt sich im Westen ein quadratischer Dachreiter mit einem Glockenstuhl; er schließt mit einer Zwiebelhaube ab.
Zur Kirchenausstattung gehört ein Hochaltar, auf dessen Retabel die Krönung Mariens dargestellt ist. Jesus und Gottvater setzen Maria die Krone auf, und oben im Altarauszug schwebt der Heilige Geist in Gestalt der Taube.